# Hölzlashof
Hölzlashof ist ein Gemeindeteil der Gemeinde Ebnath im oberpfälzischen Landkreis Tirschenreuth.

## Geografie
Das Dorf liegt im Südwesten des Fichtelgebirges, unmittelbar südlich des Hieselbaches, eines linken Zuflusses der Fichtelnaab. Hölzlashof liegt in der Gemarkung Ebnath.

## Geschichte
Die Bayerische Uraufnahme zeigt Hölzlashof in den 1810er Jahren noch als einen Weiler, dessen acht Herdstellen sich um den Kreuzungspunkt mehrerer Feldwege gruppieren. Bei der durch den Gemeindeedikt von 1818 erfolgten Gemeindegründung gehörte Hölzlashof zunächst zur Ruralgemeinde Ebnath, die neben dem Hauptort Ebnath noch aus fünf weiteren Ortschaften bestand. In der Folgezeit wurde Hölzlashof zur Gemeinde Oberwappenöst umgemeindet, denn bei den Einwohnererhebungen von 1875, 1885, 1900 und 1925 wurde das Dorf unter dieser Gemeinde gelistet. Bis spätestens 1950 wurde Hölzlashof jedoch wieder zur Gemeinde Ebnath zurückgegliedert, denn bei der in diesem Jahr durchgeführten Einwohnererhebung wurde der Ort nun wieder bei dieser Gemeinde aufgeführt.
| Jahr          | 001824 | 001875 | 001885 | 001900 | 001925 | 001950 | 001961 | 001970 | 001987 |
| Einwohnerzahl | 46     | 51     | 50     | 51     | 65     | 61     | 74     | 67     | 63     |